# Rue de la Réunion
Ne doit pas être confondu avec Grande Avenue de la Villa-de-la-Réunion, Place de la Réunion (Paris) ou Place de l'Île-de-la-Réunion.
La rue de la Réunion est une voie située dans les quartiers du Père-Lachaise et de Charonne du 20e arrondissement de Paris, en France.

## Situation et accès
La rue de la Réunion est une voie publique située dans le 20e arrondissement de Paris. Elle débute au 73, rue d'Avron et se termine en impasse aboutissant notamment à l'une des portes d'accès au cimetière du Père-Lachaise, en l'occurrence sur sa partie sud-est.

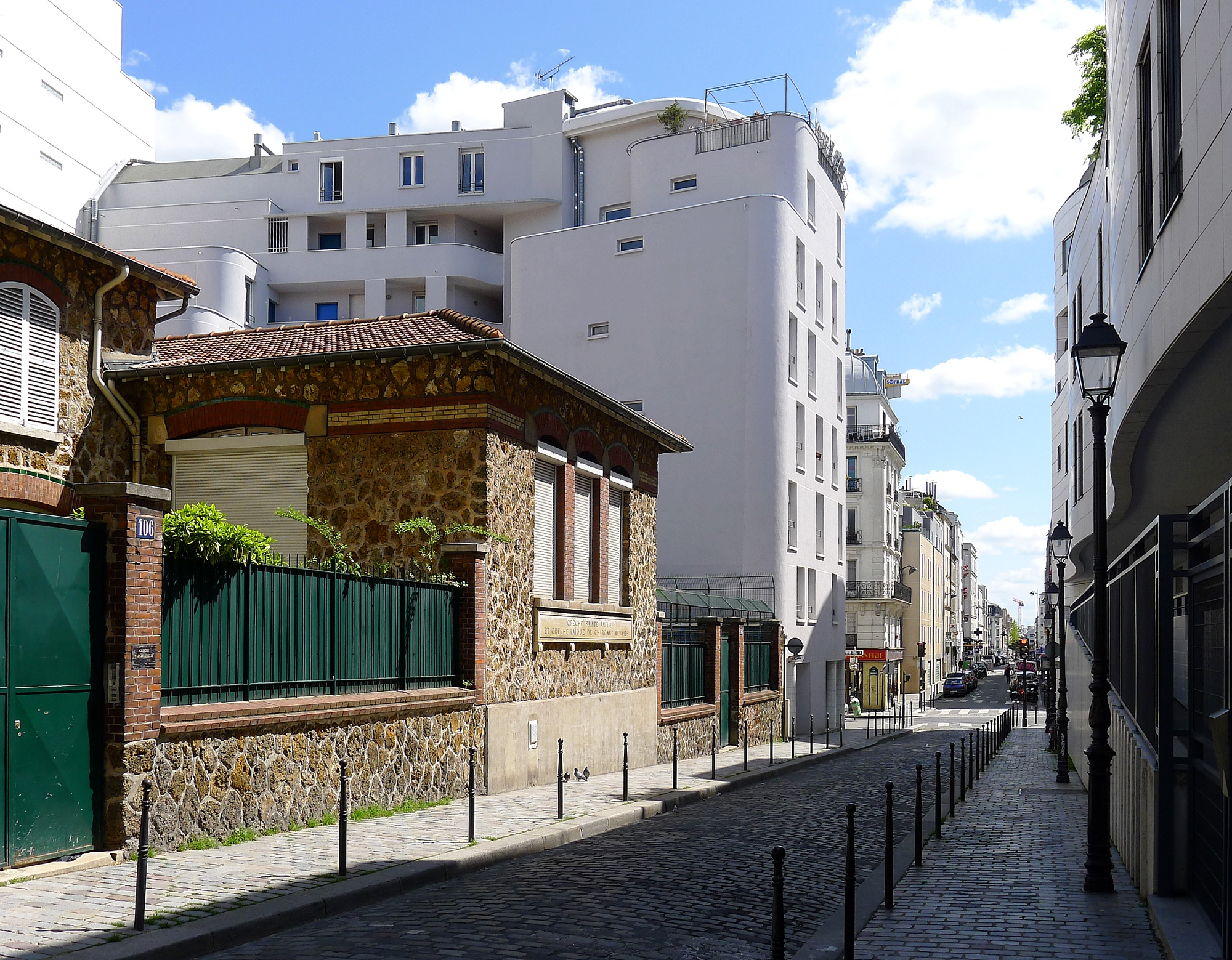
Partie nord de la rue, après la place de la Réunion.
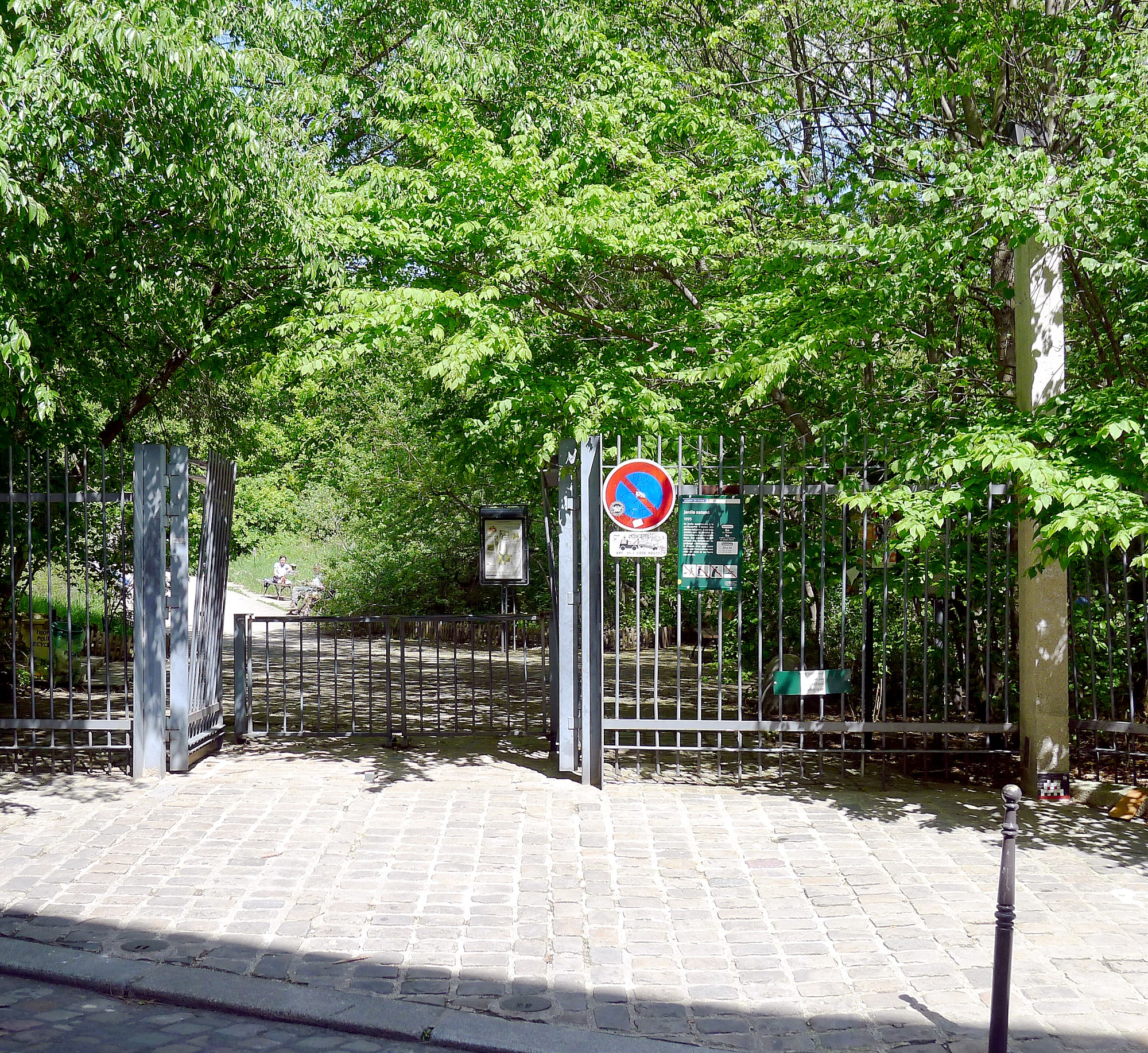
En fin de rue sur la droite, entrée du jardin naturel Pierre-Emmanuel.
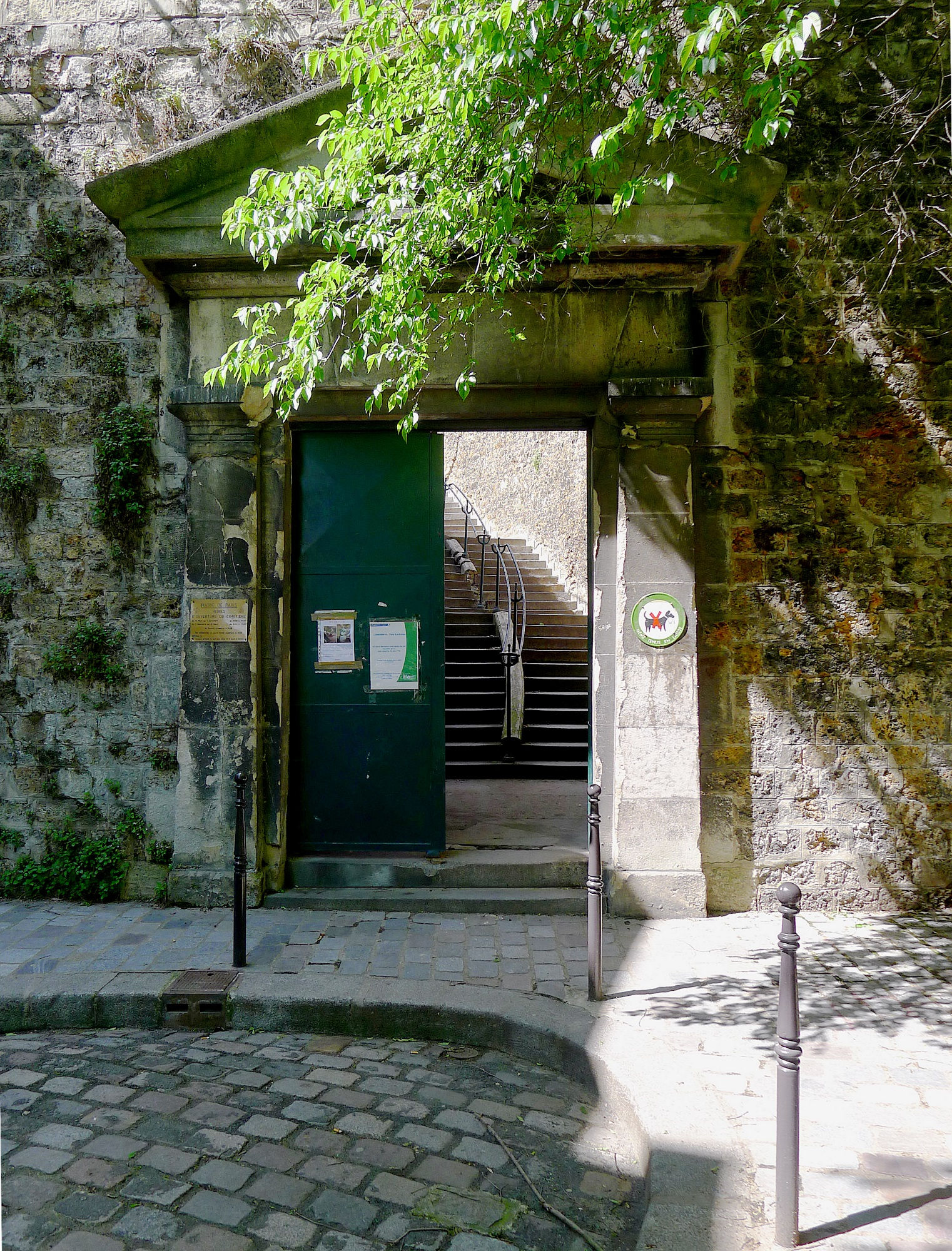
En bout de rue, une des entrées du Père-Lachaise.

## Origine du nom
Cette voie prit ce nom car elle réunissait le grand et le petit Charonne.

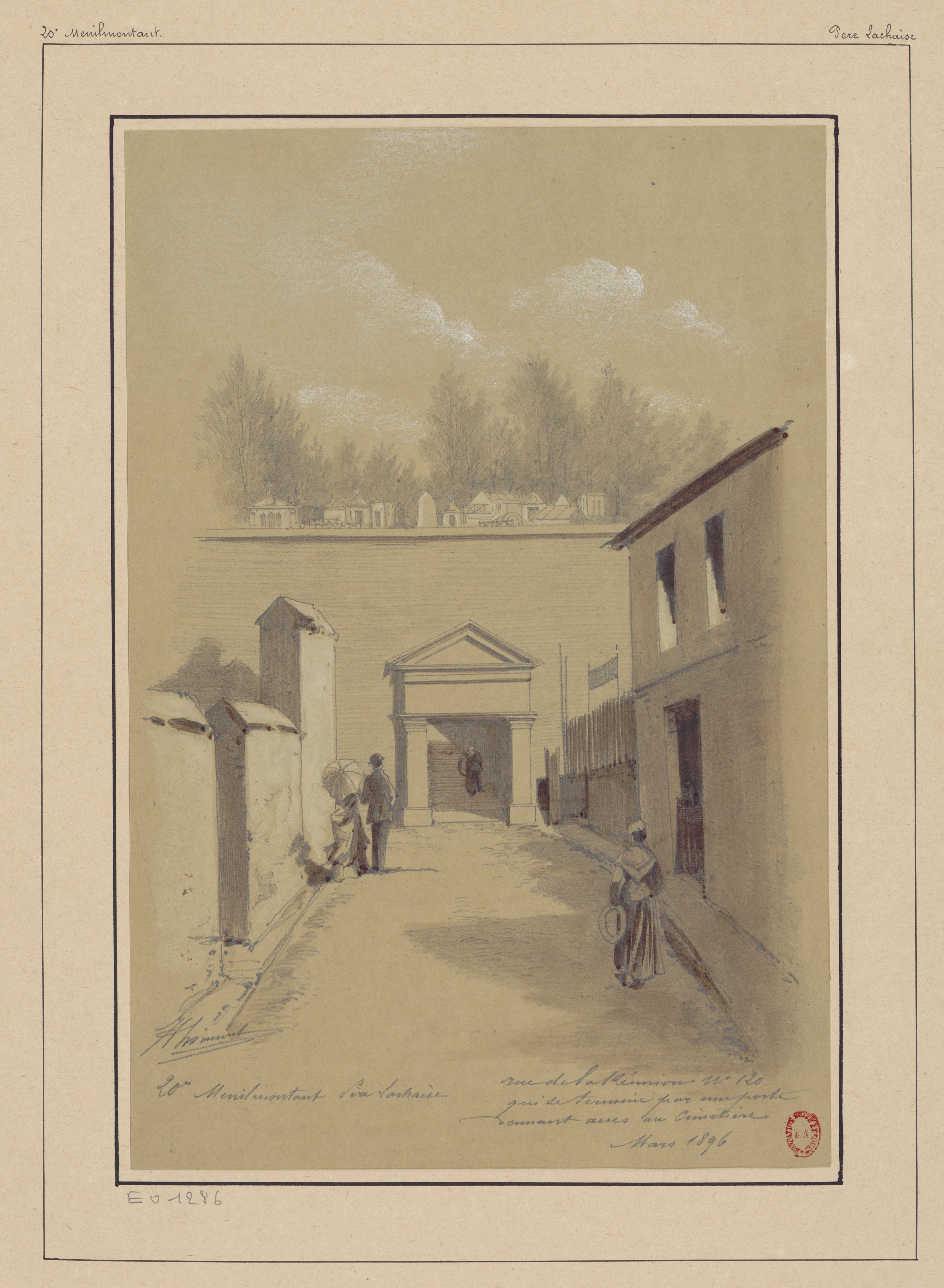
Partie nord de la rue se terminant devant le Père-Lachaise (1896).

## Historique
Cette voie de l'ancienne commune de Charonne est ouverte entre les rues de Bagnolet et d'Avron par un décret du 8 septembre 1849.
La partie comprise entre la place de la Réunion et la rue d'Avron fut appelée « rue de la Réunion » par délibération du conseil municipal de Charonne du 16 novembre 1850.
La section comprise entre la place de la Réunion et la rue de Bagnolet fut dénommée « rue du Centre » avant de prendre le nom de « rue de la Réunion » par un arrêté du 2 avril 1868.
Ces deux sections sont classées dans la voirie parisienne par le décret du 23 mai 1863.
La partie située entre la rue de Bagnolet et le cimetière du Père-Lachaise, percée en 1873 sous le nom d'« impasse Bouland », du nom du propriétaire des terrains sur lesquels elle a été ouverte, prend le nom de « rue de la Réunion » par un arrêté du 20 août 1889.

## Bâtiments remarquables et lieux de mémoire
- Au no 27 se trouvait le siège de la Grande Loge mixte universelle.
- Au no 58 a habité dans les années 1910 Amélie Élie[2], célèbre prostituée liée aux apaches au début du XXe siècle, et connue sous le surnom de Casque d'Or, qui a fait l'objet d'un film par Jacques Becker portant son surnom, film ayant créé la réputation de l'actrice Simone Signoret tenant le rôle titre.
- Cimetière du Père-Lachaise.